# 費多里夫卡 (格洛比諾區)
49°28′49″N 33°42′58″E / 49.48028°N 33.71611°E
費多里夫卡（烏克蘭語：Федорівка），是烏克蘭中部的村莊，隸屬波爾塔瓦州的克雷門丘克區。該村處於霍羅爾河右岸，分別距離馬伊達尼夫卡5公里，面積2.51平方公里，海拔高度77米，2001年人口634。